# Teenland
|  | Denne artikel er oprettet af botten Steenthbot ud fra en ekstern database. Den kan derfor have sproglige fejl eller mangler. Denne skabelon kan fjernes efter kontrol af indholdet. |

Teenland er en dansk kortfilm fra 2014 instrueret af Marie Grahtø Sørensen.

## Medvirkende
- Linnea Berthelsen, Patient
- Frederikke Dahl Hansen
- Sonja Richter, Sygeplejerske
- Victoria Carmen Sonne